# Riverton (Illinois)
Riverton – wieś w Stanach Zjednoczonych, w stanie Illinois, w hrabstwie Sangamon.